# Qalansawe
Pour les articles homonymes, voir Saba (homonymie).
Qalansawe (en arabe : قلنسوة , en hébreu : קַלַנְסֻוָה) est une ville israélienne située dans le District Central, à quelques kilomètres de Netanya. Sa population s'élève en 2021 à 23 877 personnes majoritairement musulmanes.

## Histoire
Dès le IXe siècle, Qalansawe est un arrêt sur la route du Caire à Damas. En 1128, durant les croisades, le village devient fortifié.
En 1517, le village est inclus dans l'Empire ottoman. Le cartographe Pierre Jacotin place ce village sur sa carte de 1799. En 1870, l'explorateur français Victor Guérin note un village de 500 habitants.
Lors du recensement de la Palestine mandataire de 1922, Qualansawe a une population de 871 personnes, toutes musulmanes. En 1945, le village compte 1 540 habitants musulmans.
Pendant la guerre israélo-arabe de 1948, les forces juives ont décidé de détruire Qalansawe, mais le village n'a pas été pris ; il est transféré en souveraineté israélienne en mai 1949 dans le cadre de l'accord d'armistice israélo-jordanien.

## Galerie

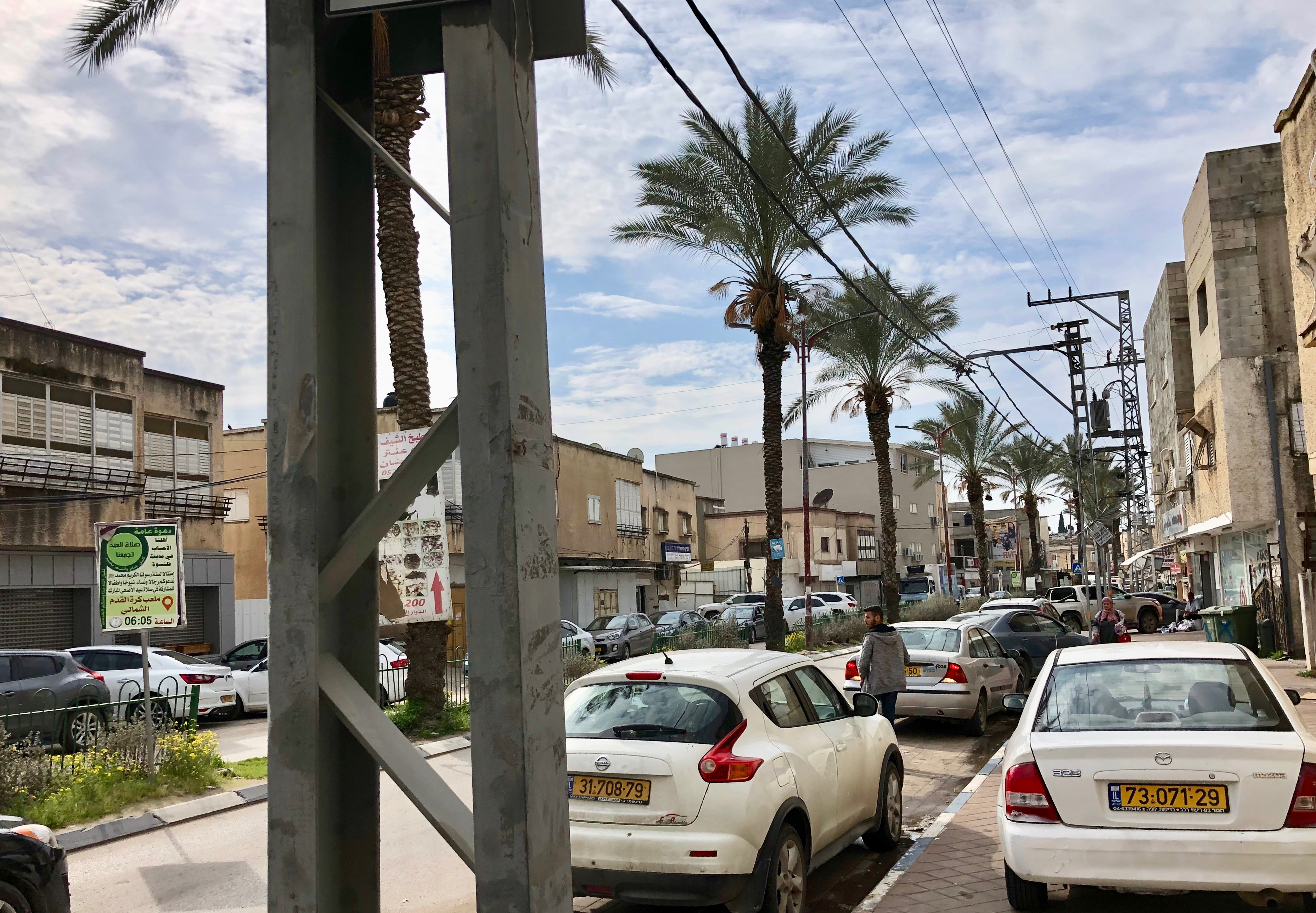
Rue à Qalansawe
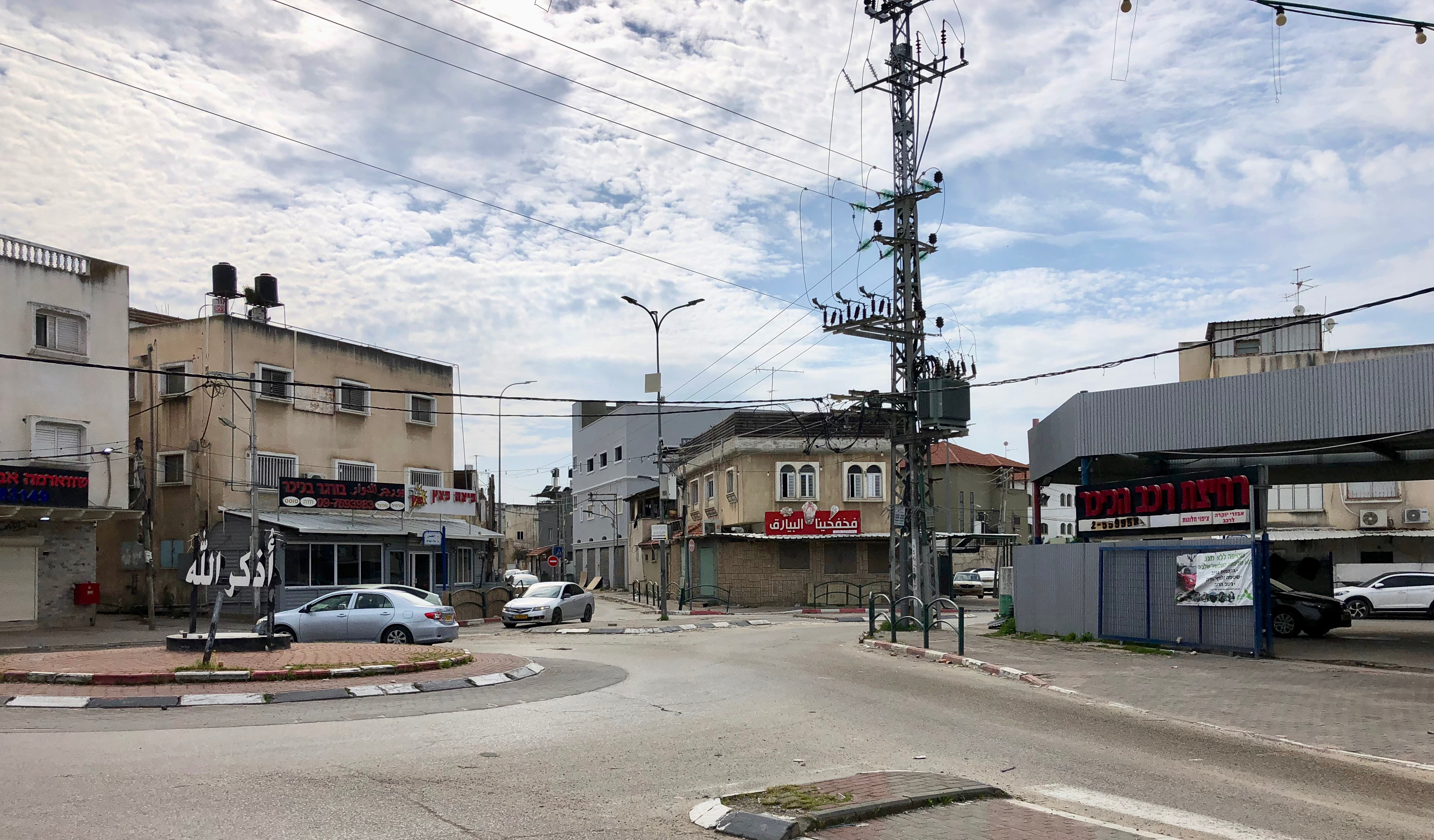
Rond-point à Qalansawe